# Hélio Garcia
Hélio Carvalho Garcia GOMM (Bom Sucesso, 16 de março de 1931 — Belo Horizonte, 6 de junho de 2016) foi um advogado e político brasileiro filiado ao Partido Trabalhista Brasileiro (PTB). Por Minas Gerais, foi governador e deputado federal, ambos durante dois mandatos, além de deputado estadual e prefeito da capital Belo Horizonte. 

## Dados biográficos
Hélio Carvalho Garcia nasceu em Santo Antônio do Amparo, então distrito de Bom Sucesso, filho de Júlio Garcia (ex-prefeito de Perdões) e de Carmelita Carvalho Garcia.
Seu avô, Antônio Carlos Carvalho, foi fundador do Banco de Minas Gerais e um dos signatários do Manifesto dos mineiros, documento de 1943 no qual a elite liberal de Minas denunciava a ditadura do Estado Novo (1937-1945) e reivindicava a redemocratização do país.
Sua mãe era professora primária, que faleceu em 1959, deixando-o ainda jovem com seus dois irmãos Julio Carlos Carvalho Garcia e Antonio Carlos Carvalho Garcia, com apenas 28 anos de idade; seu pai, fazendeiro, de quem herdou, em 1977, a fazenda Santa Clara, localizada em Santo Antônio do Amparo, que lhe serviu de refúgio em vários momentos de sua vida e de sua trajetória política. Foi casado com Margarida Silésio de Araujo, com quem teve três filhas.

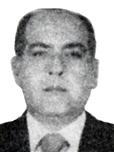
Hélio Garcia na década de 1960

O jovem garoto, de poucas palavras e de pensamentos complexos, formou-se em Direito, em 1957, na Universidade Federal de Minas Gerais (UFMG) e se envolveu na vida política logo cedo. Deputado Estadual ainda muito jovem, no início dos anos 60 foi líder do governo Magalhães Pinto. Acompanhou de perto o movimento do Golpe Militar de 1964 e os desdobramentos que impediram que o governador de Minas Gerais disputasse a Presidência da República. Ao ser eleito Deputado Federal, percebeu que sua vocação era pelo Executivo e não pelo Legislativo. Mais tarde, foi parte determinante no processo de redemocratização, acompanhando Tancredo Neves. Foram poucos políticos, que como ele, conviveram íntima e diretamente com dois dos maiores expoentes da política mineira - um da UDN, Magalhães Pinto, e outro do PSD, Tancredo Neves, ambos ligados diretamente ao governo militar.
Vice-Governador, eleito na chapa de Tancredo Neves, foi prefeito de Belo Horizonte, responsável pela canalização do Arrudas e pela construção do Túnel da Lagoinha, entre outras obras de importância para a cidade. No entanto, no segundo do mandato, o político não  conseguiu tirar do papel a abertura  da Av. Tancredo Neves,, ligando-a a Av. Pedro II. Sucedeu o Governador Tancredo Neves deixou o governo para disputar a eleição indireta para a Presidência da República, foi fundamental na dura campanha para fazer mais um mineiro Presidente do Brasil.
Voltou ao governo estadual pelo voto direto, em pleito memorável no fim de 1990. Neste período, quando o Estado de Minas Gerais passava por grandes dificuldades financeiras, foi responsável pelos projetos de saneamento do Arrudas e pelo programa de financiamento aos municípios (chamado, na época, de Somma). O êxito de seu governo foi comprovado, e aprovado, nas urnas com a eleição de seu candidato, Eduardo Azeredo, em sua sucessão, no ano de 1995.
Em 1992, Garcia foi admitido pelo presidente Fernando Collor à Ordem do Mérito Militar no grau de Grande-Oficial especial.

## Carreira política
Eleito Deputado Estadual pela UDN, em 1962, liderou o governo Magalhães Pinto na Assembleia Legislativa e, posteriormente, foi Secretário de Justiça, acompanhando o governador no ingresso à ARENA, partido de sustentação da ditadura militar, sendo eleito Deputado Federal em 1966.
Após encerrar sua estadia em Brasília, afastou-se da vida política até que o governador Aureliano Chaves o nomeou presidente da Caixa Econômica de Minas Gerais (Minas Caixa). Eleito Deputado Federal em 1978, acompanhou Tancredo Neves e Magalhães Pinto rumo ao Partido Popular, entretanto a legenda teve vida efêmera, sendo incorporada ao PMDB em dezembro de 1981. Eleito vice-governador de Minas Gerais em 1982, foi escolhido prefeito de Belo Horizonte, em abril de 1983, pelo governador Tancredo Neves. Hélio Garcia foi um dos principais articuladores do Acordo de Minas, que garantiu a repetição no estado das negociações que levaram à formação da Aliança Democrática – coligação do PMDB com a Frente Liberal (dissidência do PDS liderada por Aureliano Chaves) – para lançar a candidatura de Tancredo Neves à Presidência da República em agosto de 1984.  Dois dias depois de ser escolhido pela convenção do PMDB, Tancredo renunciou ao cargo de governador. Hélio Garcia passou, então, o comando da prefeitura a Rui Lage e assumiu o comando do estado. Em 1986, Hélio Garcia concluiu o governo com 85% de aprovação.
Foi avalista político das vitórias de Sérgio Ferrara como prefeito de Belo Horizonte, em 1985, e de Newton Cardoso como governador de Minas Gerais, em 1986. Em 1990, Hélio Garcia deixou o PMDB e fundou o Partido das Reformas Sociais (PRS). Nele, elegeu-se novamente governador de Minas, derrotando, no segundo turno, Hélio Costa, então no PRN. Foi o segundo e último mandato à frente do estado. No curso do mandato ingressou no PTB, onde encerrou a carreira política. Em 1998 postulou ao cargo de Senador, porém desistiu da candidatura no inicio das campanhas eleitorais.

## Morte
Com problemas de saúde desde 2004, Garcia morreu em 6 de junho de 2016 em Belo Horizonte, onde foi internado para tratamento de uma embolia pulmonar e estava com a saúde fragilizada, falecedo em decorrência de insuficiência respiratória.